# Hugo Ayala
Hugo Ayala Castro, född 31 mars 1987 i Zacapú, är en mexikansk fotbollsspelare som spelar för Tigres UANL. Han representerar även Mexikos fotbollslandslag.